# سنت مریز (آلاسکا)
سنت مریز (به انگلیسی: St. Mary's) شهری در ناحیه سرشماری وید همپتون ایالت آلاسکا است که جمعیت آن در سرشماری سال ۲۰۰۰ میلادی ۵۰۰ نفر بوده‌است.